# Stemma dell'Egitto
Lo stemma dell'Egitto (شعار مصر in arabo egiziano) è un'aquila reale che volge il suo sguardo verso destra. L'attuale stemma venne adottato nel 1984. L'aquila raffigurata sarebbe l'aquila di Saladino, simbolo rinvenuto sulle mura della cittadella del Cairo, costruita proprio dal celebre sultano. In seguito tale emblema venne adottato da altre nazioni arabe (Iraq, Palestina, Yemen ed in passato anche Libia).

## Stemmi precedenti

Eyalet d'Egitto (1854-1867)
Chedivato d'Egitto (1867-1914)
Sultanato d'Egitto (1914–1922)
Stemma della Repubblica d'Egitto (1953–1958)
Stemma della Repubblica Araba Unita (1958–1971)
Stemma dell'Egitto durante la Federazione delle Repubbliche Arabe, e durante i sette anni che seguirono la dissoluzione della federazione (1972–1984)
Lo stemma che compare nelle bandiere di stato e militari.